# Knitting Factory

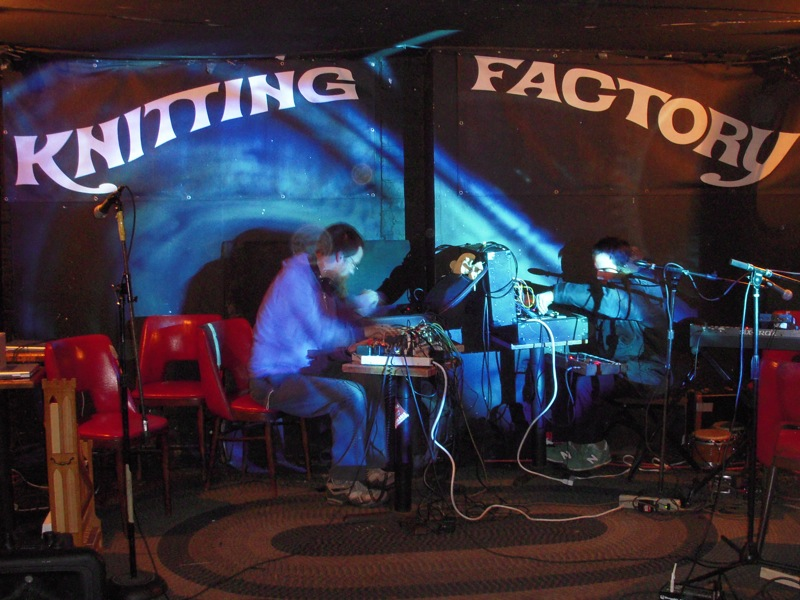
Interiér klubu

Knitting Factory je hudební klub v New Yorku (původně na Manhattanu, později ve Williamsburgu), který založili v roce 1987 Michael Dorf a Louis Spitzer. Klub do svých programů často zařazoval experimentální hudebníky. Vystupovala zde řada hudebníků, mezi něž patří například John Cale, Tony Conrad či John Zorn. Kromě hudby uváděl také čtení poezie či stand-up komiky. V roce 1998 bylo v návaznosti na klub založeno hudební vydavatelství Knitting Factory Records. Roku 2000 byl pod stejným názvem otevřen další klub, tentokrát v Los Angeles.